# Feenteichbrücke
Die Feenteichbrücke ist eine Straßenbrücke im Hamburger Stadtteil Uhlenhorst. Die Brücke wurde vom Ingenieur Franz Andreas Meyer entworfen und ist in der Denkmalliste der Hamburger Kulturbehörde mit der Nummer 20568 als Kulturdenkmal aufgeführt.

## Bau
Seit dem Jahr 1861 führte eine Holzbrücke über die Verbindung zwischen Feenteich und Außenalster. Sie wurde im Jahr 1884 gegen eine Steinbrücke nach einem Entwurf des Bauingenieurs Franz Andreas Meyer ersetzt, diese ist bis heute in der damaligen Form erhalten.

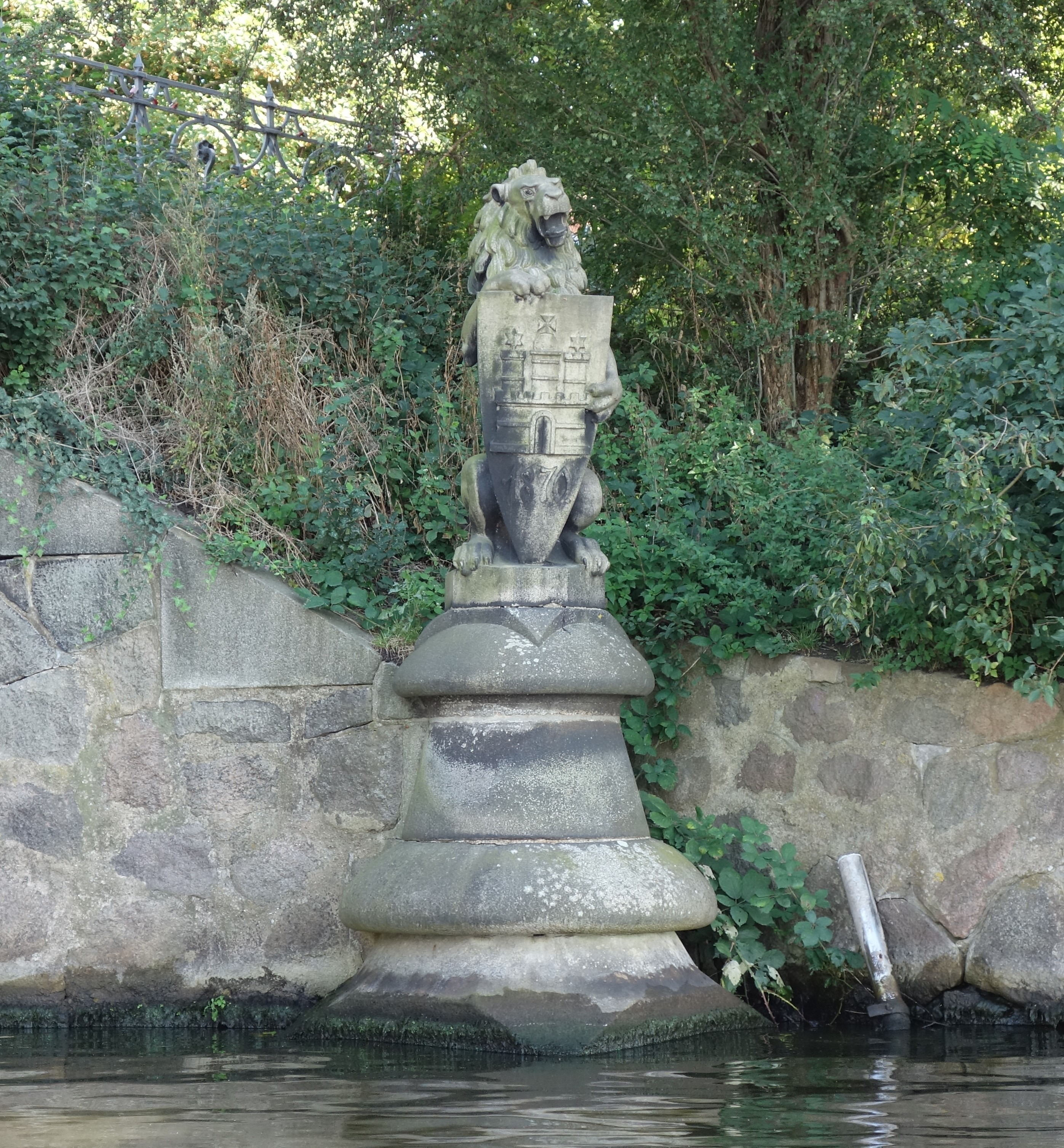
Löwe mit Hamburgwappen

Bei der Errichtung der Feenteichbrücke wurden Spolien verwendet, die von der Brooksbrücke und der Kornhausbrücke stammten, die im Zuge der Umgestaltung des Hamburger Hafens durch Meyer und der gleichzeitigen Errichtung der Speicherstadt abgerissen und neu gebaut wurden. Die Kornhaussbrücke war erst 1872 fertiggestellt worden. Von ihr stammen die Brüstung aus Granit und die vier Säulen, die links und rechts der Brückenpfeiler stehen und sich oberhalb der Brüstung in den vier Laternen fortsetzen. Die kunstvollen Brüstungen haben spitzbogenartige Öffnungen und werden an den Enden durch Pfeiler eingefasst.
Von der Brooksbrücke stammen zwei Löwenskulpturen, die alsterseitig im Wasser stehen und das Hamburger Wappen zwischen den Tatzen halten.
Die Feenteichbrücke trägt die Brückennummer 172 und die Bauwerksnummer 2426 219. Sie ist 7 m lang und 15,6 m breit und steht auf einem Beton-Fundament. Auch die mit Feldstein verkleideten Flügelwände bestehen im Kern aus Beton.

## Name und Lage
Die Brücke ist nach der Straße Am Feenteich benannt. Sie führt die Straße Schöne Aussicht über die Verbindung zwischen dem Feenteich und der Alster. Direkt an der Brücke befindet sich das Gästehaus des Senats von Hamburg.